# Φ

Fi en una letra capital del Etymologicum Magnum (1499).

Fi (según la RAE desde 2001) o phi (en mayúscula Φ, en minúscula φ [variante ϕ]; llamada en griego antiguo φ(ε)ῖ ph(e)î /pʰêː, pʰîː/, en griego moderno φι fi /fi/) es la vigésima primera letra del alfabeto griego. Los romanos, al transliterar esta letra a caracteres latinos, lo hicieron con el dígrafo ph, con lo que representaron el sonido de p aspirada ([pʰ]) que tenía en griego antiguo: por ejemplo, en Phidias, philosophia o Pharao (en castellano: Fidias, filosofía, faraón). En griego moderno se pronuncia simplemente [f] como φέτα (feta).
En el sistema de numeración griega tiene un valor de 500 (Φʹ).

## Historia
Al parecer, fi no se basa directamente en ningún ejemplo del alfabeto fenicio como la mayoría de las demás letras griegas, sino que es una invención de los propios griegos. Por esta razón, se coloca al final del alfabeto griego después de las letras de origen fenicio, que acaban en la tau.
Es posible que phi se originara a partir de la letra qoppa y que inicialmente representara el sonido /kʷʰ/ antes de cambiar al griego clásico [pʰ]. En los números griegos tradicionales, phi tiene un valor de 500 (φʹ) o 500 000 (͵φ). La letra cirílica Ef (Ф, ф) desciende de phi.
La fi se utilizaba en todos los alfabetos griegos locales. Había, sobre todo, dos formas básicas, una en la que el círculo estaba dividido en dos partes por una línea vertical y otra que tenía la línea vertical más larga, continuando por debajo del círculo o tanto por debajo como por encima.

### Variantes epigráficas
En las fuentes epigráficas arcaicas aparecen las siguientes variantes:

## Uso
La letra minúscula φ se usa para simbolizar:
- La Función φ de Euler φ(n).

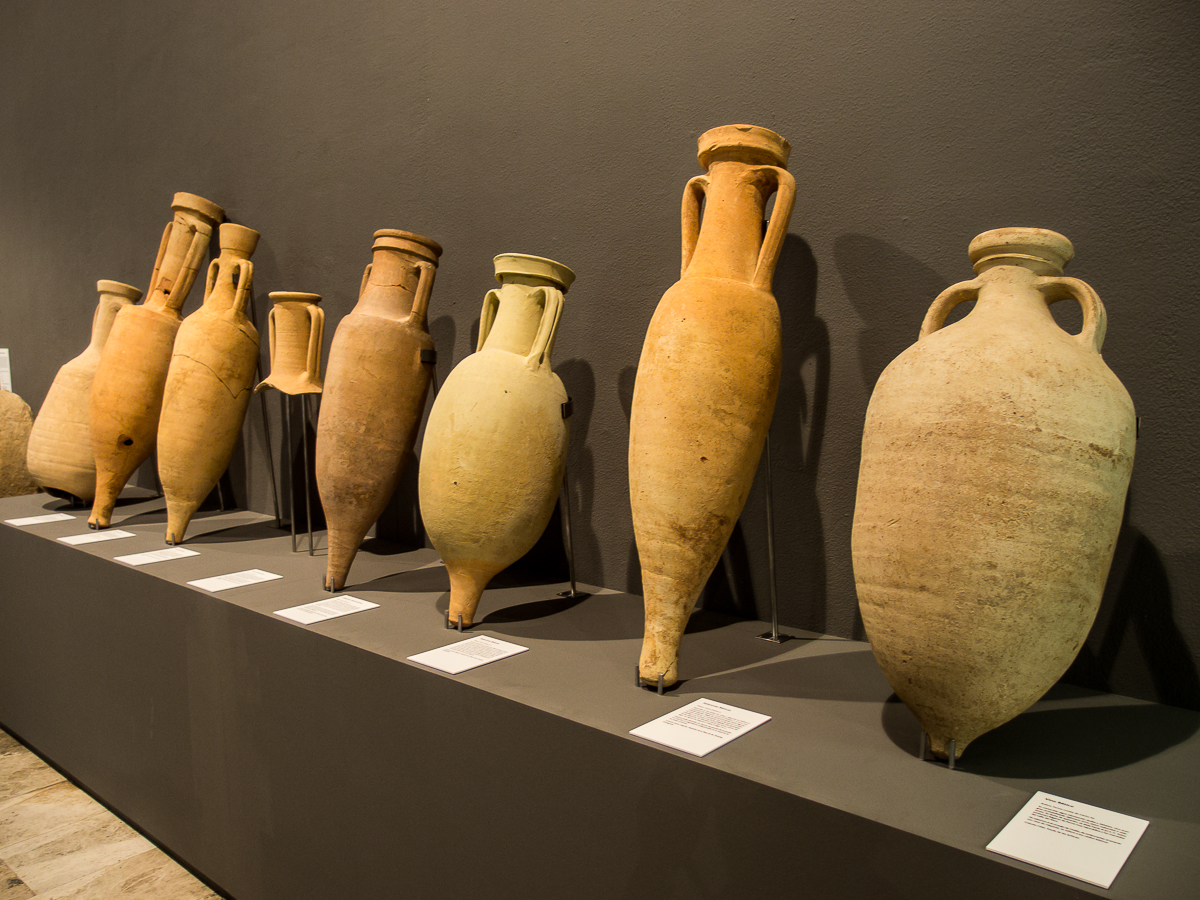
Una prueba del cambio de sonido de esta letra lo encontramos en que los romanos tomaron la palabra griega «ἀμφορεὐς» dos veces: de forma muy antigua como «amporea» que acabó originando el término español «ampolla». Más tarde, la volvieron a tomar pero su pronunciación había cambiado y dio origen al término «ánfora».
Nótese el cambio en la segunda sílaba de P a F.

- Tanto en mayúscula como en minúscula, el número áureo o proporción dorada, que posee muchas propiedades matemáticas interesantes y que se encuentra detrás de muchas de las proporciones geométricas presentes en la naturaleza y el arte.
- En estadística, un modelo autorregresivo regular, AR(p).
- En física y matemáticas, el valor de un ángulo (usualmente el ángulo acimutal).
- La función de trabajo.
- En geografía y geodesía se utiliza para representar el paralelo o latitud y su respectivo valor.
- El conjunto vacío (aunque puede ser preferible el símbolo modificado moderno ∅).
- En procesamiento de señales, la fase de una señal sinusoidal.
- En electricidad, el ángulo de desfasamiento de la corriente eléctrica con respecto a la tensión.
- En ingeniería del terreno, el ángulo de rozamiento interno de un suelo.
- Es utilizada por algunos para representar la filosofía.
- En química, para representar el radical fenilo, procedente del benceno.
- En Fotografía para representar la marca del plano focal.
- En geología, se usan las unidades phi para caracterizar el tamaño de granos de una muestra de rocas. Estas unidades se definen como el logaritmo negativo en base 2 del tamaño de la muestra (en mm).
- En psicoanálisis Lacaniano se utiliza para referirse al Falo y su función simbólica en el psiquismo.

La letra mayúscula Φ se usa para simbolizar:
- El flujo magnético.
- En estadística, un modelo autorregresivo estacional, AR(P).
- En ingeniería, el diámetro de una sección circular, sea esta sólida o tubular.
- En luminotecnia para representar el flujo luminoso y se mide en Lux.

## Unicode
Unicode recoge numerosas variaciones de la letra fi para diferentes usos, entre los más frecuentes están:
| Carácter | Nombre oficial           | Apariencia ideal          | Su propio navegador | Uso                                                                               |
| -------- | ------------------------ | ------------------------- | ------------------- | --------------------------------------------------------------------------------- |
| U+03A6   | GREEK CAPITAL LETTER PHI | {\displaystyle \Phi \,\!} | Φ                   | Para textos en griego                                                             |
| U+03C6   | GREEK SMALL LETTER PHI   | o                         | φ                   | Para textos en griego                                                             |
| U+03D5   | GREEK PHI SYMBOL         | {\displaystyle \phi \,\!} | ϕ (ϕ)               | Para textos matemáticos o técnicos. (cursiva)                                     |
| U+0278   | LATIN SMALL LETTER PHI   |                           | ɸ                   | Para simbolizar la fricativa bilabial sorda en el Alfabeto Fonético Internacional |

- Griego, copto y latino[11]

| Carácter      | Φ                        | Φ                        | φ                      | φ                      | Ⲫ                        | Ⲫ                        | ⲫ                      | ⲫ                      | ɸ                      | ɸ                      | ⱷ                               | ⱷ                               |
| ------------- | ------------------------ | ------------------------ | ---------------------- | ---------------------- | ------------------------ | ------------------------ | ---------------------- | ---------------------- | ---------------------- | ---------------------- | ------------------------------- | ------------------------------- |
| Unicode       | GREEK CAPITAL LETTER PHI | GREEK CAPITAL LETTER PHI | GREEK SMALL LETTER PHI | GREEK SMALL LETTER PHI | COPTIC CAPITAL LETTER FI | COPTIC CAPITAL LETTER FI | COPTIC SMALL LETTER FI | COPTIC SMALL LETTER FI | LATIN SMALL LETTER PHI | LATIN SMALL LETTER PHI | LATIN SMALL LETTER TAILLESS PHI | LATIN SMALL LETTER TAILLESS PHI |
| Codificación  | decimal                  | hex                      | decimal                | hex                    | decimal                  | hex                      | decimal                | hex                    | decimal                | hex                    | decimal                         | hex                             |
| Unicode       | 934                      | U+03A6                   | 966                    | U+03C6                 | 11434                    | U+2CAA                   | 11435                  | U+2CAB                 | 632                    | U+0278                 | 11383                           | U+2C77                          |
| UTF-8         | 206 166                  | CE A6                    | 207 134                | CF 86                  | 226 178 170              | E2 B2 AA                 | 226 178 171            | E2 B2 AB               | 201 184                | C9 B8                  | 226 177 183                     | E2 B1 B7                        |
| Ref. numérica | &#934;                   | &#x3A6;                  | &#966;                 | &#x3C6;                | &#11434;                 | &#x2CAA;                 | &#11435;               | &#x2CAB;               | &#632;                 | &#x278;                | &#11383;                        | &#x2C77;                        |
| Ref. entidad  | &Phi;                    | &Phi;                    | &phi;                  | &phi;                  |                          |                          |                        |                        |                        |                        |                                 |                                 |

- Otros

| Character | Name                                            | Appearance |
| --------- | ----------------------------------------------- | ---------- |
| U+1D60    | MODIFIER LETTER SMALL GREEK PHI                 | ᵠ          |
| U+1D69    | GREEK SUBSCRIPT SMALL LETTER PHI                | ᵩ          |
| U+1DB2    | MODIFIER LETTER SMALL PHI                       | ᶲ          |
| U+1D6BD   | MATHEMATICAL BOLD CAPITAL PHI                   | 𝚽          |
| U+1D6D7   | MATHEMATICAL BOLD SMALL PHI                     | 𝛗          |
| U+1D6DF   | MATHEMATICAL BOLD PHI SYMBOL                    | 𝛟          |
| U+1D6F7   | MATHEMATICAL ITALIC CAPITAL PHI                 | 𝛷          |
| U+1D711   | MATHEMATICAL ITALIC SMALL PHI                   | 𝜑          |
| U+1D719   | MATHEMATICAL ITALIC PHI SYMBOL                  | 𝜙          |
| U+1D731   | MATHEMATICAL BOLD ITALIC CAPITAL PHI            | 𝜱          |
| U+1D74B   | MATHEMATICAL BOLD ITALIC SMALL PHI              | 𝝋          |
| U+1D753   | MATHEMATICAL BOLD ITALIC PHI SYMBOL             | 𝝓          |
| U+1D76B   | MATHEMATICAL SANS-SERIF BOLD CAPITAL PHI        | 𝝫          |
| U+1D785   | MATHEMATICAL SANS-SERIF BOLD SMALL PHI          | 𝞅          |
| U+1D78D   | MATHEMATICAL SANS-SERIF BOLD PHI SYMBOL         | 𝞍          |
| U+1D7A5   | MATHEMATICAL SANS-SERIF BOLD ITALIC CAPITAL PHI | 𝞥          |
| U+1D7BF   | MATHEMATICAL SANS-SERIF BOLD ITALIC SMALL PHI   | 𝞿          |
| U+1D7C7   | MATHEMATICAL SANS-SERIF BOLD ITALIC PHI SYMBOL  | 𝟇          |